# Machatas
Machatas was een Aetoliër die als diplomatieke gezant van de Aetolische Bond in 220 v.Chr., na de gedwongen troonsafstand van koning Cleomenes III, naar Sparta werd gezonden.
Zijn zending bestond erin de Spartanen ervan te overtuigen dat zij zich zouden aansluiten bij de Aetolische Bond, tegen Philippus V van Macedonië en de Achaeïsche Bond. Bij een eerste poging kende hij geen succes, maar na de verkiezing van twee nieuwe koningen (Agesipolis III en Lycurgus) probeerde hij het opnieuw, ditmaal met succes. Vervolgens reisde hij door naar Elis, om ook dáár de inwoners ervan te overtuigen toe te treden tot de nieuwe liga.
Onze belangrijkste bron over de activiteiten van Machatas is Polybius.